# Леонова, Екатерина Юрьевна
Екатерина Юрьевна Леонова родилась 23 апреля 1987 года в Волгограде. Исполнительница бальных и латиноамериканских танцев.

## Карьера
Екатерина Леонова танцует с детства. В России она танцевала с 2004 по 2007 года с партнёром Владимиром Шеломицким. Затем она переехала в Германию. Она изучает бизнес-экономику в Кёльнском университете, и с 2008 года её партнёром является Пауль Лоренц. В 2012 году этой паре удалось завоевать европейский кубок (EU Cup) и стать чемпионами мирового кубка (World Cup).
В 2013 году она стала партнёршей фотомодели Пауля Янке в телевизионном танцевальном шоу «Let’s Dance» (аналог нашей программы «Танцы со звёздами») где пара заняла третье место, так же как и в 2016 году, где её партнёром являлся олимпийский чемпион по тяжёлой атлетике Маттиас Штайнер. В 2017 году Екатерина и Гил Офарим заняли первое место.

## Достижения
- WDC AL World Cup Sieger 2013
- WDSF EU Cup Sieger 2013
- Finalisten DM S-Standard 2010—2012
- Finalisten DM S-10 Tänze 2009—2012
- Vizelandesmeister NRW S-Klasse 10 Tänze, Standard, Latein
- 1. Platz bei WDSF Weltranglisten Standard Turniere 2011 und 2013
- 2. Platz GOC Rising Stars Standard 2010
- Drittbestes Paar der deutschen Standard Rangliste (Stand 31. März 2013)